# Voix de rêve
Pour plus de détails, voir Fiche technique et Distribution.
Voix de rêve ou La belle voix de Donald au Québec (Donald's Dream Voice) est un dessin animé de la série des Donald Duck produit par Walt Disney pour Buena Vista Distribution, sorti le 21 mai 1948.

## Synopsis
Donald essaie de vendre des brosses, mais personne n'arrive à comprendre ce qu'il dit. Du coup il décide de prendre une pilule pour obtenir une voix humaine…

## Fiche technique
- Titre original : Donald's Dream Voice
- Titre français : Voix de rêve
- Série : Donald Duck
- Réalisateur : Jack King
- Scénario : Roy Williams
- Animateurs : Ed Aardal, Paul Allen, Emery Hawkins, Frank McSavage
- Layout : Don Griffith
- Décor : Merle Cox
- Musique : Oliver Wallace
- Voix : Clarence Nash (Donald), Leslie Denison (la voix de rêve), Ruth Clifford (Daisy), Bea Benaderet (une femme anonyme)
- Producteur : Walt Disney
- Société de production : Walt Disney Productions
- Distributeur : Buena Vista Distribution
- Date de sortie : 21 mai 1948
- Format d'image : couleur (Technicolor)
- Son : Mono (RCA Photophone)
- Durée : 6 min
- Langue : (en)
- Pays :  États-Unis

## Voix françaises
- Sylvain Caruso : Donald Duck
- Nathalie Regnier : Daisy Duck
- Hervé Jolly : la voix de rêve
- Jean-Claude Donda : un homme anonyme
- Claude Chantal  : une femme anonyme
- Michel Vocoret : un ouvrier

## Titre en différentes langues
D'après IMDb :
- Brésil : A Bela Voz de Donald
- Suède : Kalle Anka som dörrknackare